# Ariathisa abyssinia
Ariathisa abyssinia là một loài bướm đêm trong họ Noctuidae.